# Adam Worozanski
Adam Worozanski (* 2. Oktober 1984 in Breslau) ist ein deutscher Schauspieler polnischer Herkunft.

## Leben
Worozanski studierte Theologie und machte 2008 auf sich aufmerksam, als er als Einzelbewerber für das Amt des Oberbürgermeisters von Bonn kandidierte. Die Kandidatur zog er noch vor den Wahlen zurück.
Seit 2009 wirkte Worozanski als Gastdarsteller in Fernsehproduktionen wie Tatort, Alles was zählt und diversen Kurzfilmen mit.

## Filmografie
- 2009: 50er Jahre – ARP Fünfer (Semidokumentation)
- 2009: Alles was zählt (Gastauftritt, Episode: 704)
- 2009: Stunden der Angst (Kurzfilm)
- 2009: Kleinstadt (Kurzfilm)
- 2010: Steinbeck (Lehrfilm)
- 2010: 3:59 (Kurzfilm)
- 2010: Tatort – Spargelzeit
- 2010: Die Hand (Kurzfilm)
- 2010: Greed (Kurzfilm)
- 2010: A Sibling’s Tale
- 2011: Deutsche Telekom AG: Code of Conduct (Lehrfilm)
- 2011: Taste of Cologne